# Гринжовка
Гринжовка (Гринжівка, рос. Гринжовка, пол. Hrynżówka) — колишня слобода у Вербівській сільській раді Новоград-Волинської міської ради Київської області Української РСР.

## Населення
Наприкінці 19 століття в поселенні налічувалося 84 мешканці, дворів — 14, у 1906 році — 111 осіб, дворів — 20, у 1923 році — 170 мешканців, дворів — 29.

## Історія
Наприкінці 19 століття — село Барашівської волості Житомирського повіту Волинської губернії.
У 1906 році — слобода Барашівської волості (1-го стану) Житомирського повіту Волинської губернії. Відстань до губернського та повітового центру м. Житомир становила 70 верст, до волосного центру с. Бараші — 6 верст. Поштове відділення — містечко Горошки.
У березні 1921 року, в складі волості, передана до новоутвореного Коростенського повіту Волинської губернії. У 1923 році включений до складу новоствореної Євгенівської сільської ради, яка 7 березня 1923 року увійшла до складу новоутвореного Барашівського району Коростенської округи. Розміщувалася за 6 верст від районного центру с. Бараші та за 3 версти від центру сільської ради с. Євгенівка. 30 жовтня 1924 року, відповідно до рішення Волинської ГАТК (протокол № 11/6 «Про виділення та організацію національних сільрад»), слободу підпорядковано новоутвореній Вербівській сільській раді Барашівського району. 1 червня 1935 року, в складі сільської ради, передане до Новоград-Волинської міської ради Київської області.
Знята з обліку населених пунктів до 1 жовтня 1941 року.